# Ensapa Lobsang Döndrup
Ensapa Lobsang Döndrup (1505–1566) était un religieux bouddhiste tibétain. Il a notamment réalisé une retraite de plus de 20 ans dans une grotte de l’Himalaya. Il a été reconnu de façon posthume comme 3e panchen-lama. Dans ses visions, le 5e dalaï-lama, Lobsang Gyatso, l’a reconnu rétrospectivement comme l’une des incarnations précédentes du 4e panchen-lama, Lobsang Chökyi Gyaltsen.